# La Hauteville
La Hauteville là một xã của Pháp, nằm ở tỉnh Yvelines trong vùng Île-de-France.
Người dân ở đây trong tiếng Pháp gọi là Hautevillois.
Các xã giáp ranh: Adainville về phía đông bắc, La Boissière-École về phía đông và nam-đông-nam, Le Tartre-Gaudran về phía tây nam và Grandchamp về phía tây bắc.

## Hành chính
| Danh sách các thị trưởng               |           |                |      |         |
| Giai đoạn                              | Giai đoạn | Tên            | Đảng | Tư cách |
| tháng 3 năm 2001                       |           | Marc COURTEAUD | DVD  |         |
| Tất cả các dữ liệu trước đây không rõ. |           |                |      |         |